# Alfred Rawlinson
Sir Alfred Rawlinson, 3° baronetto (Londra, 17 gennaio 1867 – Londra, 1º giugno 1934) è stato un militare e giocatore di polo britannico.

## Biografia
Alfred era il secondo figlio del maggiore-generale Henry Creswicke Rawlinson, diplomatico e famoso assiriologo. Sua madre era Louisa Caroline Harcourt, figlia di Henry Seymour, membro del Parlamento per i Tory. Suo fratello maggiore era il generale Henry Rawlinson, il quale progettò la battaglia di Amiens e l'offensiva dei cento giorni.
Alfred, chiamato da amici e parenti Toby, nacque nel 1867 nella casa di famiglia in Charles Street, a Londra. Studiò all'Eton College e alla Royal Military Academy Sandhurst, dopo la quale ottenne un incarico come tenente nel 17º Lancieri.

### Sportivo
Partecipò al torneo di polo della II Olimpiade di Parigi del 1900. La sua squadra, l'anglo-statunitense Foxhunters Hurlingham, vinse la medaglia d'oro. Fu anche pilota automobilistico, infatti, prese parte alla Tourist Trophy del 1908 sull'Isola di Man. In questa gara ottenne il settimo posto a bordo della Darracq.
Il 5 aprile 1910 fu la terza persona nel Regno Unito ad avere il certificato di aviatore della Royal Aero Club.

### Francia 1914-1915
Nel 1914 si arruolò per il servizio attivo, e divenne autista. In seguito, fu trasferito nel quarto corpo della British Expeditionary Force. Le sue abilità come autista sono state descritte nel suo Adventures on the Western Front August, 1914 - June, 1915 del 1925. Il 9 maggio 1915, fu ferito da un grosso proiettile lanciato dai tedeschi nella battaglia del crinale di Aubers e, per questo, tornò in Inghilterra.

### Difesa aerea di Londra 1915-1917
Il 20 giugno 1915 fu nominato tenente-comandante della Royal Naval Volunteer Reserve e fu incaricato di costruire un nuovo squadrone della Royal Naval Air Service, Sezione Car. Grazie alla precedente esperienza nella difesa aerea di Parigi, Rawlinson fu "invitato", nel tempo libero, per suggerire miglioramenti alle armi e alle munizioni in uso. Nel mese di settembre, fu posto sotto il diretto comando dell'ammiraglio Sir Percy Scott, a cui fu ordinato di stabilire la London Air Defence Area. Nel 1917 ebbe un ruolo fondamentale nella difesa aerea di Londra.

### Corpi di Intelligence
Nel gennaio 1918, Rawlinson rassegnò le dimissioni. Nel mese di febbraio, ottenne il trasferimento al Corpo di Intelligence con il grado di colonnello. Ebbe anche degli incarichi nel Caucaso e nell'Anatolia dal 1918 al 1922. La sua missione fu quella di custodire la ferrovia Baku-Tiflis e sorvegliare le forze turche di smobilitazione. Sotto il generale Lionel Dunsterville, fu inviato in missione nella repubblica delle Montagne del Caucaso Settentrionale.
Nel suo ultimo incarico, per stabilire se la Turchia stava rispettando le condizioni dell'armistizio, lui e il suo gruppo furono tenuti prigionieri a Erzurum da parte delle autorità turche, mettendo il governo britannico in una posizione scomoda dato che suo fratello maggiore era un militare altamente piazzato. In seguito, fu rilasciato in uno scambio di prigionieri nel 1921.
Il suo libro, Adventures in the Near East (1923), racconta lo stato di cose nei giorni dell'armistizio, alla fine della prima guerra mondiale, ed in particolare, dà conto dello scenario dopo il ritiro russo e gli inizi del movimento nazionalista turco.

### Vita privata
Il 25 giugno 1890 Rawlinson sposò Margarette Kennard, sesta figlia di William Bunce Greenfield, dalla quale ebbe quattro figli: Alfred Frederick, Honour Loiusa, Irene Margarette e Mary. Margarette morì il 18 settembre 1907 all'età di 49 anni.
Il 13 dicembre 1913, Alfred Rawlinson si risposò con Jean Isabella Griffin Aitkin, meglio conosciuta con il suo soprannome Jean Aylwin. I due divorziarono nel 1924.
Quando Henry Rawlinson, fratello maggiore di Alfred morì il 28 marzo 1925, divenne 3° baronetto.
Alfred Rawlinson morì il 1º giugno 1934 a Londra per cause naturali.